# رصدخانه هیستاک

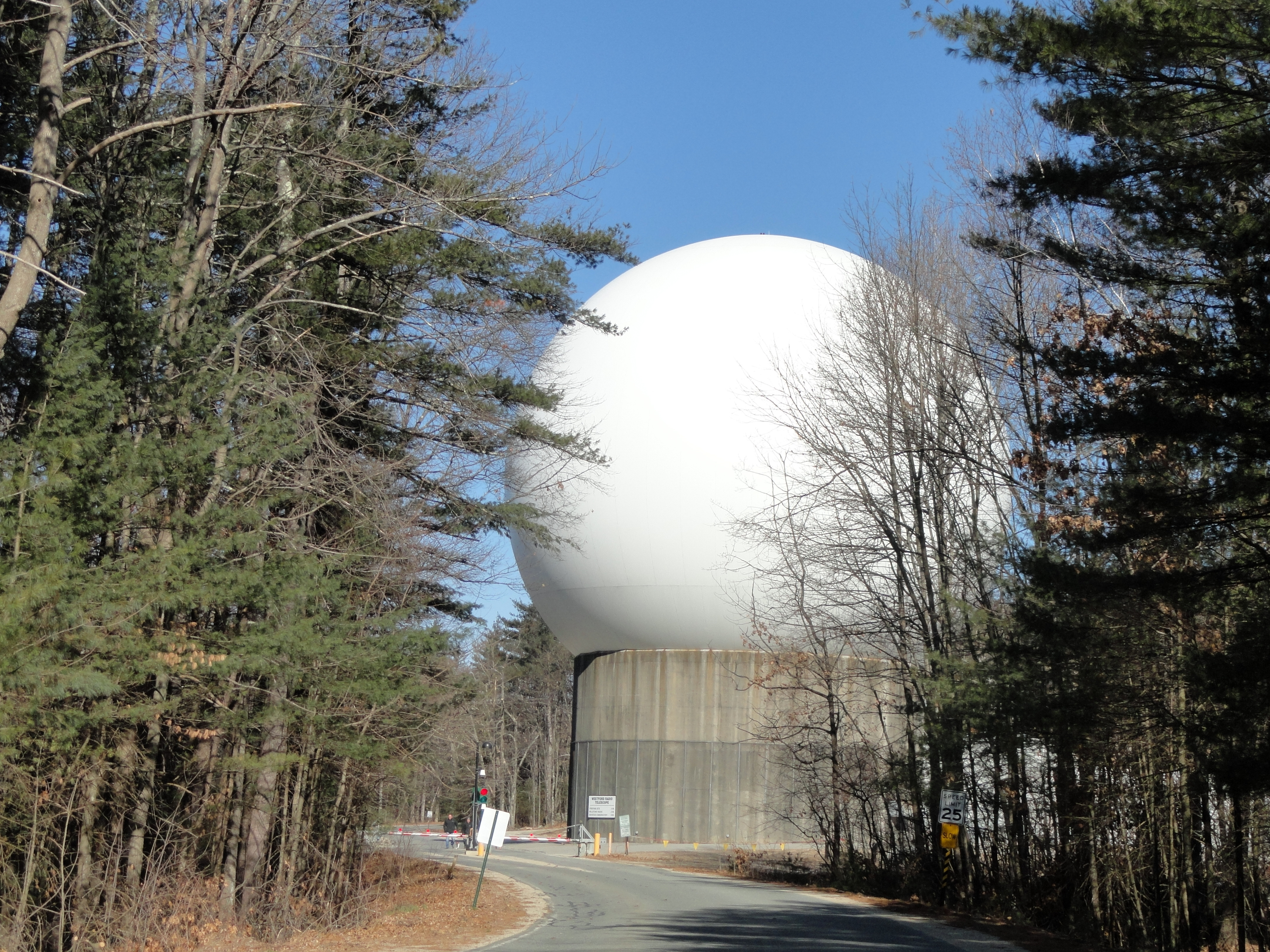
تلسکوپ رادیویی هِیستاک در 'رصدخانهٔ هِیستاک

رصدخانهٔ هِیستاک انگلیسی: Haystack Observatory، یک رصدخانه نجومی متعلق به مؤسسه فناوری ماساچوست (MIT) است. این رصدخانه در وستفورد، ماساچوست در ایالات متحده آمریکا، حدود ۴۵ کیلومتر (۲۸ مایل) شمال غربی بوستون واقع شده‌است، هِیستاک ابتدا توسط آزمایشگاه لینکلن ام‌آی‌تی برای نیروی هوایی ایالات متحده ساخته شد و به عنوان «مرکز تحقیقات مایکروویو هیستاک» شناخته می‌شد. ساخت و ساز هیستاک در سال ۱۹۶۰ آغاز شد و آنتن آن در سال ۱۹۶۴ شروع به کار کرد. در سال ۱۹۷۰، این تأسیسات به اِم‌آی‌تی منتقل شد و سپس همراه با تعدادی از دانشگاه‌های دیگر نهادNortheast Radio Observatory) (NEROC را به عنوان سایت رصدی هیستاک را ایجاد کرد. در ژانویه سال ۲۰۱۲، در مجموع ۹ نهاد در NEROC شرکت داشته‌اند.

## تلسکوپ‌ها و رادارها

### تلسکوپ رادیویی هِیستاک
تلسکوپ رادیویی هِیستاک ۳۷ متر (۱۲۱ فوت)، یک آنتن سهموی (پارابولی) است که توسط یک پوشش آنتنی فلزی ۴۶ متری (۱۵۱ فوت) محافظت شده‌است. در اشاره به این تلسکوپ از (LRIR) که کوته‌نوشت (Haystack Long-Range Imaging Radar) است استفاده می‌شود و هنگام اشاره به قابلیت‌های راداری آن از LSSC، و به عنوان رادار تصویربرداری با برد برد بلند آن (LRIR) یا Haystack Ultrawideband Satellite Imaging Radar (HUSIR) و (HUSITAK) استفاده می‌شود.
این تلسکوپ برای استفاده در ردیابی فضایی و ارتباطات ساخته شد، ولی هم‌اکنون استفادهٔ اصلی آن در نجوم است. ساختمان این تلسکوپ در سال ۱۹۶۴ تکمیل شد و در ابتدا طیف رادیویی ۸ گیگاهرتز را پی‌گیری می‌کرد.
از آن پس با به‌روزرسانی قادر به استماع باندها در فرکانس‌های دیگر شد، که البته نه به‌طور همزمان. هنگامی که به عنوان رادار استفاده می‌شود، هیستاک قادر به پخش و سمع آن در طیف‌های ۱۰ گیگاهرتز یا ۹۵ گیگاهرتز است. آنتن سهموی اصلی در سال ۲۰۰۶ تقویت شد که آن را قادر ساخت تا در فرکانس‌های تا ۱۵۰ گیگاهرتز نیز مأموریت انجام دهد.
بازتابندهٔ ثانویهٔ Cassegrain بازتابندهٔ کاسگرین این تلسکوپ دارای یک سطح فعال است.